# هیسوپ (آلاباما)
هیسوپ (به انگلیسی: Hissop) شهرکی در شهرستان کائوسا ایالت آلاباما است که مساحت آن ۴۷٫۳ کیلومترمربع است و در سرشماری سال ۲۰۱۰ میلادی، ۶۵۸ نفر جمعیت داشته و تراکم جمعیتی آن، ۱۳٫۹۱ در کیلومترمربع بوده است.